# Cote 64
Cote 64 är ett reservat i Kanada.   Det ligger i provinsen Saskatchewan, i den sydöstra delen av landet, 2 000 km väster om huvudstaden Ottawa.
Trakten runt Cote 64 består till största delen av jordbruksmark. Trakten runt Cote 64 är nära nog obefolkad, med mindre än två invånare per kvadratkilometer.